# Agrippa (astronomo)
Agrippa (fl. I secolo) è stato un astronomo greco antico.

## Biografia
L'unica informazione che lo riguarda in nostro possesso è relativa ad una sua osservazione astronomica risalente all'anno 92, citata nell'Almagesto di Tolomeo; secondo quest'ultimo, nel corso del dodicesimo anno del regno di Domiziano, nel settimo giorno del mese bitino di Metroso, Agrippa osservò l'occultazione di alcune delle Pleiadi da parte dell'estremo meridionale del disco della Lunaː
Probabilmente Agrippa cercava una conferma sperimentale della precessione degli equinozi, scoperta da Ipparco; proprio per onorare la sua ricerca, il cratere lunare Agrippa è stato così battezzato in suo onore.